# 菜摘初衣
菜摘 初衣（なつみ うい）は日本の漫画家。
2015年、「庭師と白薔薇」で小学館月刊フラワーズコミックオーディション・銀の花賞を受賞。

## 作品リスト
- 『庭師と白薔薇』増刊flowers 2015年8月号
- 『隠先生 お憑かれさまです』増刊flowers 2016年12月号
- 『屋上で会いましょう』月刊flowers 2017年3月号
- 『紳士園児チャーリー君』増刊flowers 2017年4月号